# ان‌جی‌سی ۶۵۴۰
ان‌جی‌سی ۶۵۴۰ (انگلیسی: NGC 6540) نام یک کهکشان است.